# إل يغير العالم
إل يغير العالم المعروف أيضاً بمذكرة الموت:إل يغير العالم و مذكرة الموت III، هو فيلم ياباني عرض عام 2008. الفيلم مستوحى من مذكرة الموت التي تم كتابتها من قبل تسوجومي أوبا ومصورة من قبل تاكيشي أوباتا، والذي يتبع القصة الأصلي.

## روابط خارجية
- إل يغير العالم على موقع IMDb (الإنجليزية)
- إل يغير العالم على موقع نتفليكس (الإنجليزية)
- إل يغير العالم على موقع ألو سيني (الفرنسية)
- إل يغير العالم على موقع Turner Classic Movies (الإنجليزية)
- إل يغير العالم على موقع أول موفي (الإنجليزية)
- إل يغير العالم على موقع فيلمافينيتي (الإسبانية)
- إل يغير العالم على موقع قاعدة بيانات الفيلم (الإنجليزية)
- إل يغير العالم على موقع ليتربوكسد (الإنجليزية)
- إل يغير العالم على موقع كينوبويسك (الروسية)
- إل يغير العالم على موقع ANN anime (الإنجليزية)